# Michelangelo Cerquozzi
Michelangelo Cerquozzi (Rome, 1602 - Rome, 1660) est un peintre italien baroque, adepte de la peinture de genre et de bambochades, surnommé Michelangelo delle Battaglie (le « Michel-Ange des batailles ») pour ses tableaux de bataille.

## Biographie
Michelangelo Cerquozzi commence son éducation artistique auprès de Pietro Paolo Bonzi, dit il Gobbo di Frutti pour ses natures mortes.
Avec Pieter Van Laer, qu'il côtoya à partir de 1630, il fut le premier des Bamboccianti, ces peintres appelés ainsi en raison de leurs représentations de scènes de fêtes débraillées, ou bambochades, inspirées des scènes de genre de la peinture hollandaise.
Il rejoint l'Accademia di San Luca en 1634. Il côtoie Domenico Viola, Pietro da Cortona, Giacinto Brandi, Paulus Bor et Cornelis Bloemaert.
Il fréquente également les ateliers du Cavalier d'Arpin, puis celui du peintre de batailles Jacob de Haase (d).
Il devient ensuite connu pour ses scènes de bataille ce qui lui vaut le surnom de Michelangelo delle Battaglie.
En 1647, il collabore avec Jan Miel et Giacomo Borgognone, pour l'illustration du deuxième volume de Strada, De Bello Belgico célébrant Les campagnes d'Alexandre Farnèse aux Pays-Bas pour l'empereur.
Le cardinal Rapaccioli et le comte de Modène, Camillo Carandini, figurent parmi ses commanditaires.
Après 1647, il travaille Viviano Codazzi arrivé de Naples.
Cerquozzi a également peint quelques toiles à thème mythologique, comme Hercule et Herminia et les bergers.

## Œuvres
Les pays, villes et noms d'institutions sont classés par ordre alphabétique, les œuvres par date.

### Allemagne
- Le Fils prodigue, Kunsthalle, Hambourg.

### France
- Nature morte aux pêches, musée des Beaux-Arts de Caen ;
- Attributs des Arts, musée des Beaux-Arts et d'Archéologie de Châlons-en-Champagne ;
- Bamboche tenant un mousquet, bois, 90 × 47 cm, musée des Beaux-Arts de Chartres, collection Courtois[1] ;
- Les Dénicheurs d'oiseaux, XVIIe, Huile sur toile, Musée Granet XVIle siècle HUILE SUR TOILE DONATION BOURGUIGNON DE FABREGOULES, 1860;

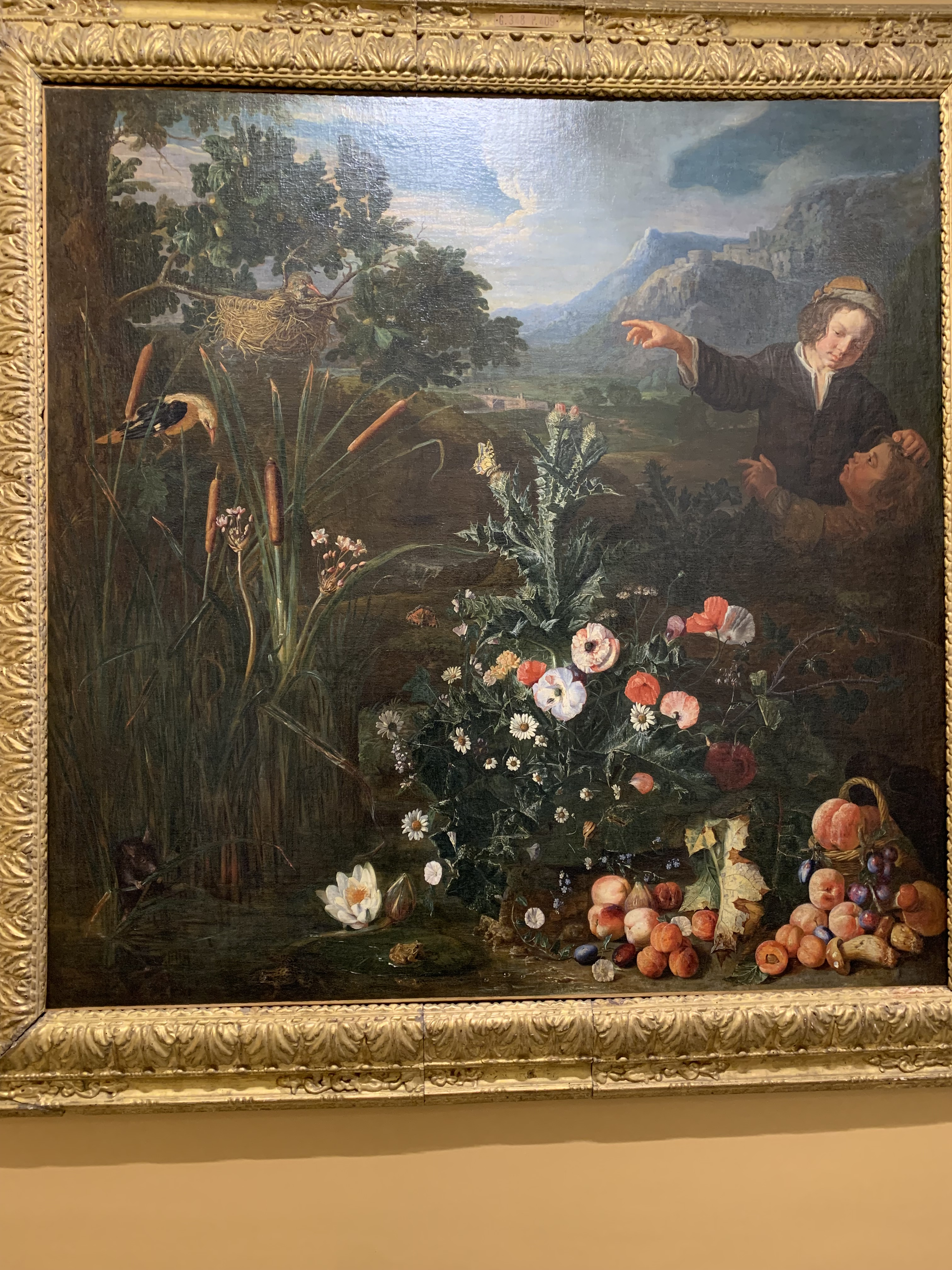
XVIle siècle HUILE SUR TOILE DONATION BOURGUIGNON DE FABREGOULES, 1860

- Nature morte aux raisins blancs (v. 1650), musée des Beaux-Arts de Rouen.

### Italie
- Rome
- La Révolte de Masaniello (1648), galerie Spada ;
  - Le Bain, coll. Incisa della Rocchetta ;
  - La Cardeuse de laine, galerie nationale d'Art ancien, palais Corsini ;
- L'Abreuvoir, galerie Corsini ;
- Les Joueurs de mourre, collection privée.
- Naples
  - Le Sac d'un bourg (1630), musée de S. Martino.

### Pays-Bas
- La Cueillette des grenades, Rotterdam.

### Œuvres non localisées
- Le Roi Midas ;
- Natura morta di frutta sullo sfondo di una quinta architettonica .